# Катра (Джамму та Кашмір)
Катра — містечко в Індії. Відоме переважно завдяки сусідньому святому храму Вайшно-деві, до якого веде гірська стежка.

## Географія

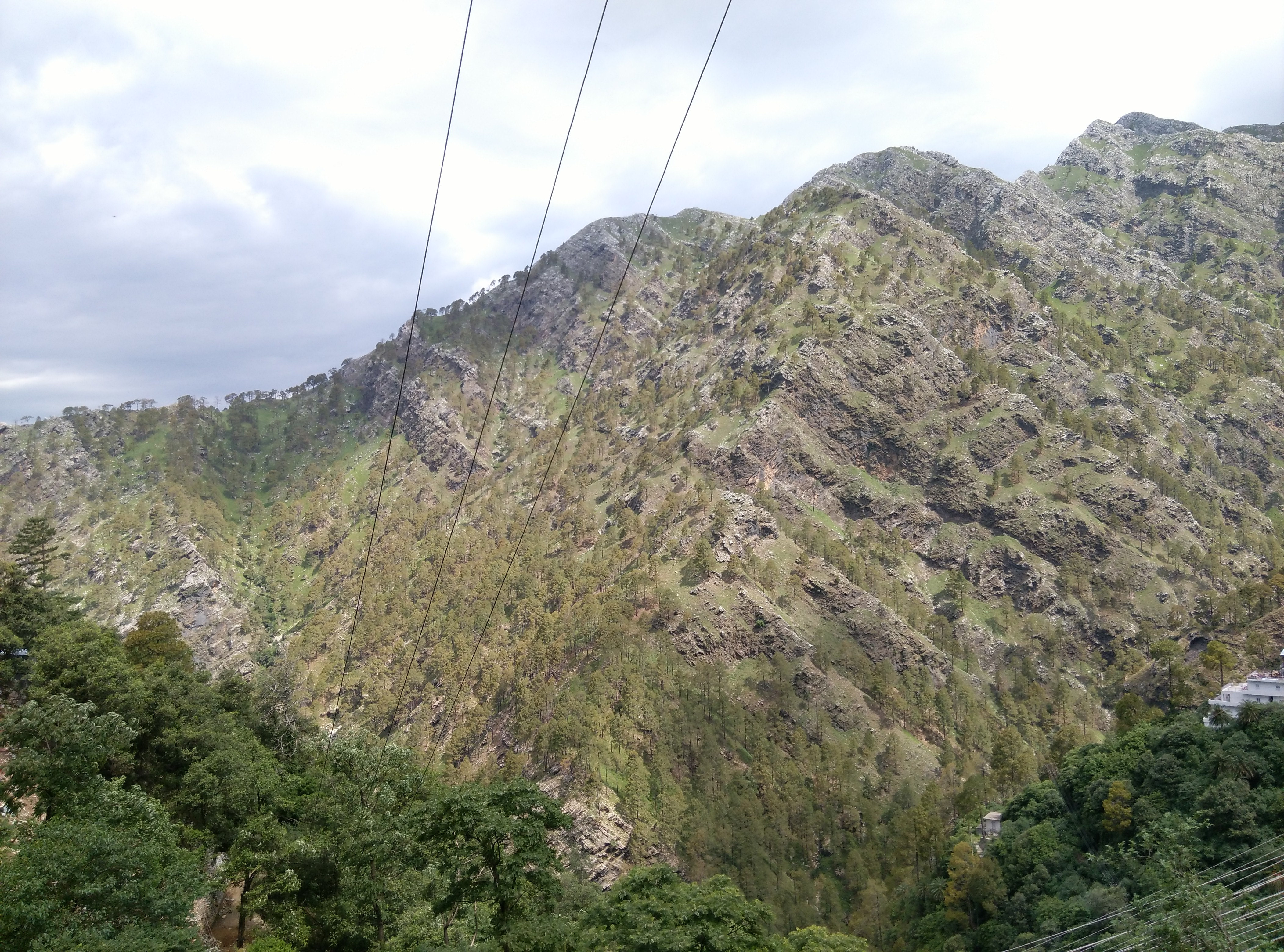
Гори Трикута в Катрі, також відомі храмом Вайшно-деві

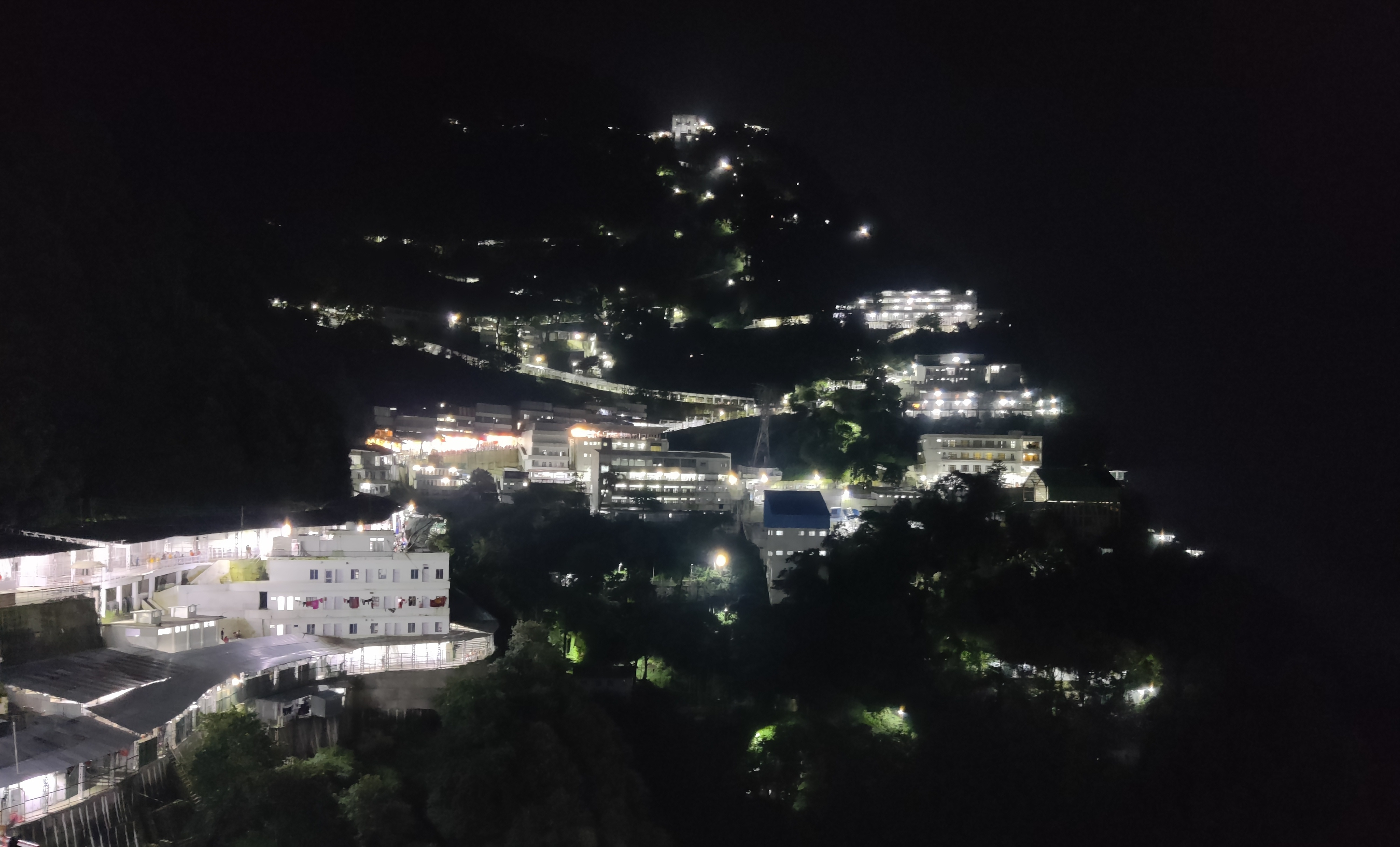
Катра вночі

Координати Катри: 32°59′ пн. ш. 74°57′ сх. д. / 32.98° пн. ш. 74.95° сх. д..  Середня висота над рівнем моря 875 м. Через містечко протікає річка Банганга.
Також надходили повідомлення про можливі запаси нафти в цьому районі

## Клімат
| Клімат у Катрі (1981–2010, екстремуми 1980–2012) | Клімат у Катрі (1981–2010, екстремуми 1980–2012) | Клімат у Катрі (1981–2010, екстремуми 1980–2012) | Клімат у Катрі (1981–2010, екстремуми 1980–2012) | Клімат у Катрі (1981–2010, екстремуми 1980–2012) | Клімат у Катрі (1981–2010, екстремуми 1980–2012) | Клімат у Катрі (1981–2010, екстремуми 1980–2012) | Клімат у Катрі (1981–2010, екстремуми 1980–2012) | Клімат у Катрі (1981–2010, екстремуми 1980–2012) | Клімат у Катрі (1981–2010, екстремуми 1980–2012) | Клімат у Катрі (1981–2010, екстремуми 1980–2012) | Клімат у Катрі (1981–2010, екстремуми 1980–2012) | Клімат у Катрі (1981–2010, екстремуми 1980–2012) | Клімат у Катрі (1981–2010, екстремуми 1980–2012) |
| Показник                                         | Січ.                                             | Лют.                                             | Бер.                                             | Квіт.                                            | Трав.                                            | Черв.                                            | Лип.                                             | Серп.                                            | Вер.                                             | Жовт.                                            | Лист.                                            | Груд.                                            | Рік                                              |
| Абсолютний максимум, °C                          | 25,8                                             | 28,9                                             | 33,1                                             | 39,3                                             | 43,7                                             | 46,2                                             | 39,7                                             | 36,3                                             | 33,4                                             | 33,3                                             | 29,7                                             | 27,6                                             | 46,2                                             |
| Середній максимум, °C                            | 17,1                                             | 19,2                                             | 23,7                                             | 29,6                                             | 34,0                                             | 35,2                                             | 31,2                                             | 29,9                                             | 29,8                                             | 28,0                                             | 23,9                                             | 19,5                                             | 26,7                                             |
| Середній мінімум, °C                             | 6,2                                              | 8,1                                              | 12,0                                             | 16,7                                             | 20,5                                             | 22,2                                             | 21,7                                             | 21,3                                             | 19,3                                             | 15,0                                             | 11,0                                             | 7,8                                              | 15,1                                             |
| Абсолютний мінімум, °C                           | 0,3                                              | −1                                               | 3,0                                              | 5,5                                              | 10,0                                             | 14,2                                             | 16,2                                             | 10,8                                             | 10,0                                             | 9,0                                              | 4,6                                              | 1,1                                              | −1                                               |
| Днів з дощем                                     | 4,9                                              | 5,7                                              | 6,7                                              | 4,4                                              | 4,4                                              | 7,2                                              | 17,1                                             | 17,3                                             | 8,1                                              | 2,4                                              | 1,6                                              | 2,8                                              | 82,7                                             |
| Вологість повітря, %                             | 69                                               | 61                                               | 52                                               | 40                                               | 35                                               | 45                                               | 75                                               | 83                                               | 75                                               | 63                                               | 64                                               | 67                                               | 61                                               |
| ------------------------------------------------ | ------------------------------------------------ | ------------------------------------------------ | ------------------------------------------------ | ------------------------------------------------ | ------------------------------------------------ | ------------------------------------------------ | ------------------------------------------------ | ------------------------------------------------ | ------------------------------------------------ | ------------------------------------------------ | ------------------------------------------------ | ------------------------------------------------ | ------------------------------------------------ |

## Туризм
Є турбазою для десятків тисяч паломників, які, у період фестивалю Наваратрі, йдуть до храму Вайшно-деві. У місті є готелі, ресторани, пункти швидкого харчування.
Зареєструвавшись (платно), паломники йдуть гірською стежкою завдовжки 13,5 км до храму. Для зручної подорожі є рикші та вертоліт.
Число паломників, які відвідують храм, щороку збільшується (від 1,4 млн 1986 року до 8,2 млн 2009 року).